# Voleybol 2. Ligi 2012-2013 (maschile)
La Voleybol 2. Ligi 2012-2013 si è svolta dal 2012 al 2013: al torneo hanno partecipato ventiquattro squadre di club turche e la vittoria finale è andata per la prima volta al Konak.

## Regolamento

### Formula
È prevista una regular season in cui le ventiquattro formazioni iscritte al torneo gareggiano in due gironi da dodici squadre ciascuno, disputando gare di andata e ritorno per un totale di ventidue incontri:
- Le ultime due classificate di ciascun girone retrocedono direttamente in Voleybol 3. Ligi;
- Le prime quattro classificate dei due gironi accedono alle semifinali dei play-off promozione, dove vengono nuovamente divise in due gruppi, questa volta da quattro squadre ciascuno, disputando un round-robin;
- Le prime due classificate alle semifinali dei play-off promozione accedono alla finale dei play-off promozione, che le vede protagoniste di un nuovo round-robin, concluso il quale le prime due classificate sono promosse in Voleybol 1. Ligi.

## Torneo

### Regular season

#### Girone A - Classifica
| Pos. | Squadra              | Pt | G  | V  | P  | SV | SP | Ratio | PF | PS | Ratio |
| ---- | -------------------- | -- | -- | -- | -- | -- | -- | ----- | -- | -- | ----- |
| 1.   | Konak                | 63 | 22 | 21 | 1  | 64 | 11 | 5,818 |    |    |       |
| 2.   | İnegöl               | 56 | 22 | 19 | 3  | 59 | 20 | 2,950 |    |    |       |
| 3.   | Düzce                | 47 | 22 | 16 | 6  | 51 | 26 | 1,962 |    |    |       |
| 4.   | Bahçelievler         | 44 | 22 | 16 | 6  | 51 | 27 | 1,889 |    |    |       |
| 5.   | Çevregücü            | 38 | 22 | 13 | 9  | 49 | 38 | 1,289 |    |    |       |
| 6.   | Tofaş                | 29 | 22 | 10 | 12 | 38 | 48 | 0,792 |    |    |       |
| 7.   | BAL                  | 27 | 22 | 9  | 13 | 38 | 47 | 0,809 |    |    |       |
| 8.   | TFL Altekma          | 23 | 22 | 7  | 15 | 36 | 49 | 0,735 |    |    |       |
| 9.   | Burhaniye            | 22 | 22 | 8  | 14 | 35 | 51 | 0,686 |    |    |       |
| 10.  | Korkuteli            | 17 | 22 | 5  | 17 | 23 | 55 | 0,418 |    |    |       |
| 11.  | Havagücü             | 15 | 22 | 5  | 17 | 24 | 56 | 0,429 |    |    |       |
| 12.  | Anadolu Üniversitesi | 12 | 22 | 3  | 19 | 21 | 61 | 0,344 |    |    |       |

| Qualificate ai play-off promozione | Retrocesse in Voleybol 3. Ligi |

#### Girone B - Classifica
| Pos. | Squadra          | Pt | G  | V  | P  | SV | SP | Ratio | PF | PS | Ratio |
| ---- | ---------------- | -- | -- | -- | -- | -- | -- | ----- | -- | -- | ----- |
| 1.   | Tokat            | 54 | 20 | 19 | 1  | 58 | 16 | 3,625 |    |    |       |
| 2.   | Şahinbey         | 47 | 20 | 15 | 5  | 53 | 24 | 2,208 |    |    |       |
| 3.   | Kahramanmaraş BB | 42 | 20 | 14 | 6  | 49 | 25 | 1,960 |    |    |       |
| 4.   | PTT              | 39 | 20 | 13 | 7  | 47 | 32 | 1,469 |    |    |       |
| 5.   | TVF Spor Lisesi  | 36 | 20 | 12 | 8  | 45 | 31 | 1,452 |    |    |       |
| 6.   | Seydişehir       | 29 | 20 | 10 | 10 | 36 | 38 | 0,947 |    |    |       |
| 7.   | Antakya          | 24 | 20 | 9  | 11 | 34 | 42 | 0,810 |    |    |       |
| 8.   | Melikgazi        | 22 | 20 | 7  | 13 | 31 | 45 | 0,689 |    |    |       |
| 9.   | Niksar           | 21 | 20 | 6  | 14 | 30 | 46 | 0,652 |    |    |       |
| 10.  | Diyanet          | 10 | 20 | 4  | 16 | 20 | 52 | 0,385 |    |    |       |
| 11.  | Diyarbakır BB    | 2  | 20 | 1  | 19 | 5  | 57 | 0,088 |    |    |       |
| 12.  | Sungurlu         | 0  | 20 | 0  | 0  | 0  | 0  | 0,000 |    |    |       |

| Qualificate ai play-off promozione | Retrocesse in Voleybol 3. Ligi |

### Play-off promozione

#### Semifinali

##### Gruppo 1 - Classifica
| Pos. | Squadra          | Pt | G | V | P | SV | SP | Ratio | PF | PS | Ratio |
| ---- | ---------------- | -- | - | - | - | -- | -- | ----- | -- | -- | ----- |
| 1.   | Konak            | 7  | 3 | 2 | 1 | 8  | 4  | 2,000 |    |    |       |
| 2.   | Bahçelievler     | 6  | 3 | 2 | 1 | 7  | 3  | 2,333 |    |    |       |
| 3.   | Şahinbey         | 5  | 3 | 2 | 1 | 6  | 6  | 1,000 |    |    |       |
| 4.   | Kahramanmaraş BB | 0  | 3 | 0 | 3 | 1  | 9  | 0,111 |    |    |       |

| Qualificate in finale ai play-off promozione |

##### Gruppo 2 - Classifica
| Pos. | Squadra | Pt | G | V | P | SV | SP | Ratio | PF | PS | Ratio |
| ---- | ------- | -- | - | - | - | -- | -- | ----- | -- | -- | ----- |
| 1.   | İnegöl  | 8  | 3 | 3 | 0 | 9  | 3  | 3,000 |    |    |       |
| 2.   | Tokat   | 5  | 3 | 2 | 1 | 7  | 5  | 1,400 |    |    |       |
| 3.   | Düzce   | 5  | 3 | 1 | 2 | 7  | 6  | 1,167 |    |    |       |
| 4.   | PTT     | 0  | 3 | 0 | 3 | 0  | 9  | 0,000 |    |    |       |

| Qualificate in finale ai play-off promozione |

#### Finale

##### Classifica
| Pos. | Squadra      | Pt | G | V | P | SV | SP | Ratio | PF | PS | Ratio |
| ---- | ------------ | -- | - | - | - | -- | -- | ----- | -- | -- | ----- |
| 1.   | Konak        | 9  | 3 | 3 | 0 | 9  | 1  | 9,000 |    |    |       |
| 2.   | İnegöl       | 4  | 3 | 1 | 2 | 5  | 6  | 0,833 |    |    |       |
| 3.   | Tokat        | 3  | 3 | 1 | 2 | 4  | 6  | 0,667 |    |    |       |
| 4.   | Bahçelievler | 2  | 3 | 1 | 2 | 3  | 8  | 0,375 |    |    |       |

| Promosse in Voleybol 1. Ligi |